# منتخب لاتفيا تحت 21 سنة لكرة القدم
منتخب لاتفيا تحت 21 سنة لكرة القدم هو الممثل الرسمي لـ لاتفيا في بطولات كرة القدم تحت 21 سنة. يشارك الفريق في بطولة أوروبا تحت 21 لكرة القدم التي تقام كل عامين.